# Ausguck

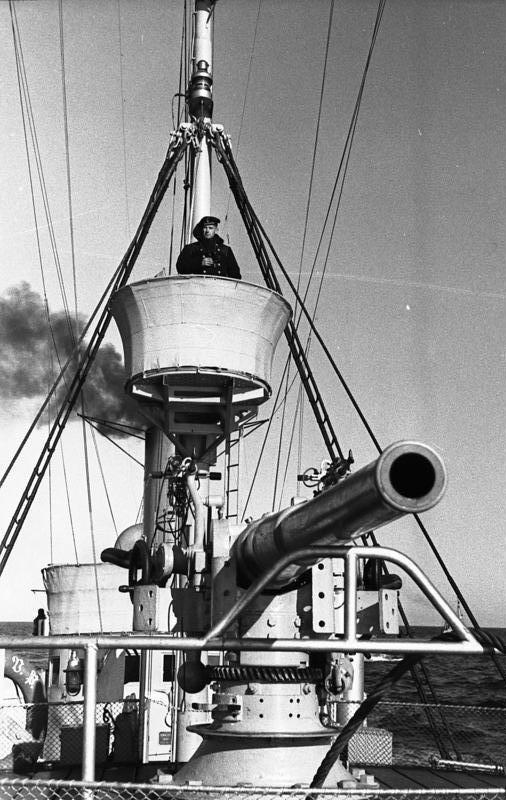
Ausguck in einem Krähennest auf einem deutschen Vorpostenboot 1939

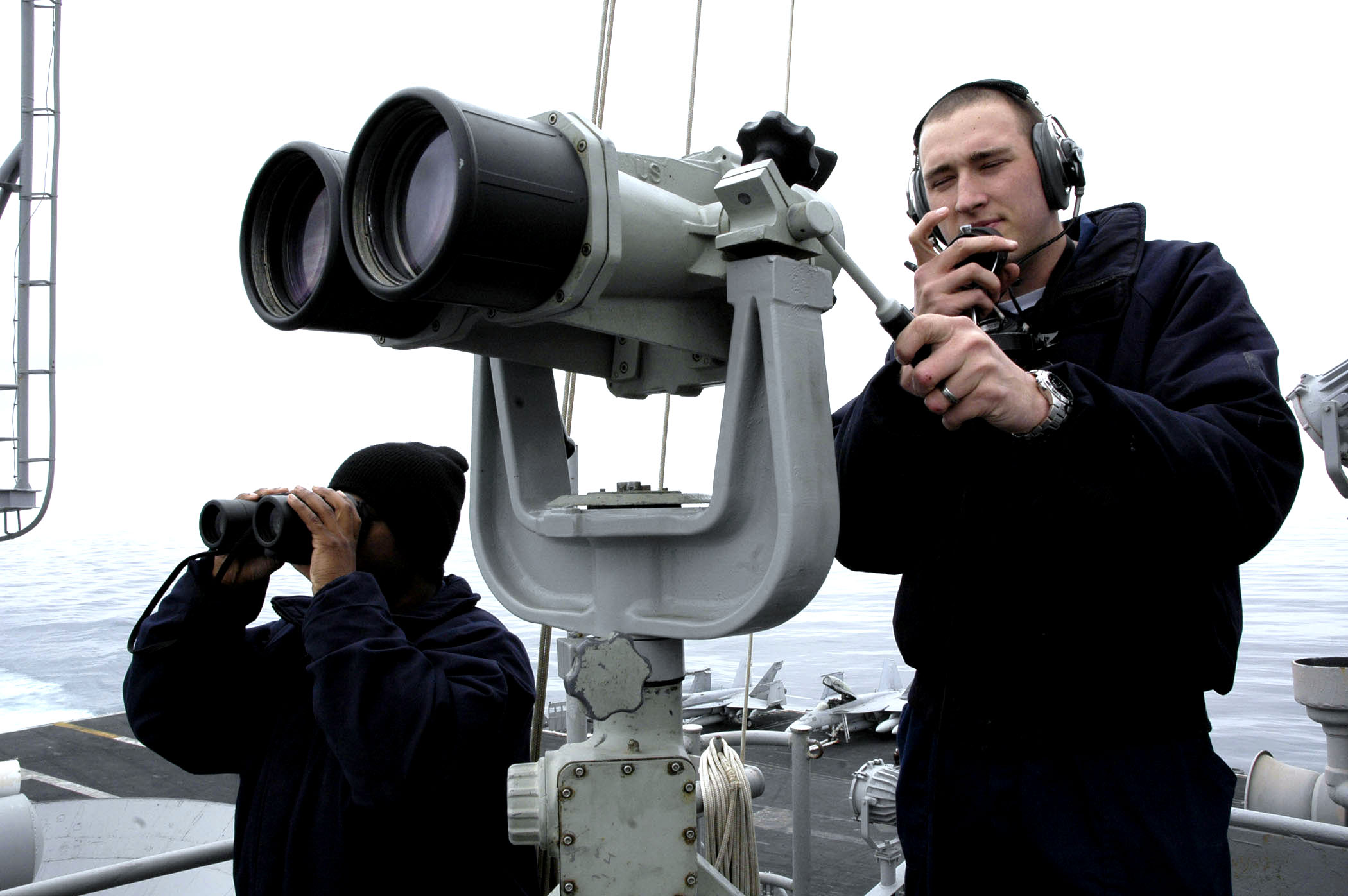
Zweifach besetzter Ausguck nach Steuerbord achtern auf dem US-Flugzeugträger John C. Stennis 2008, im Rahmen einer Übung

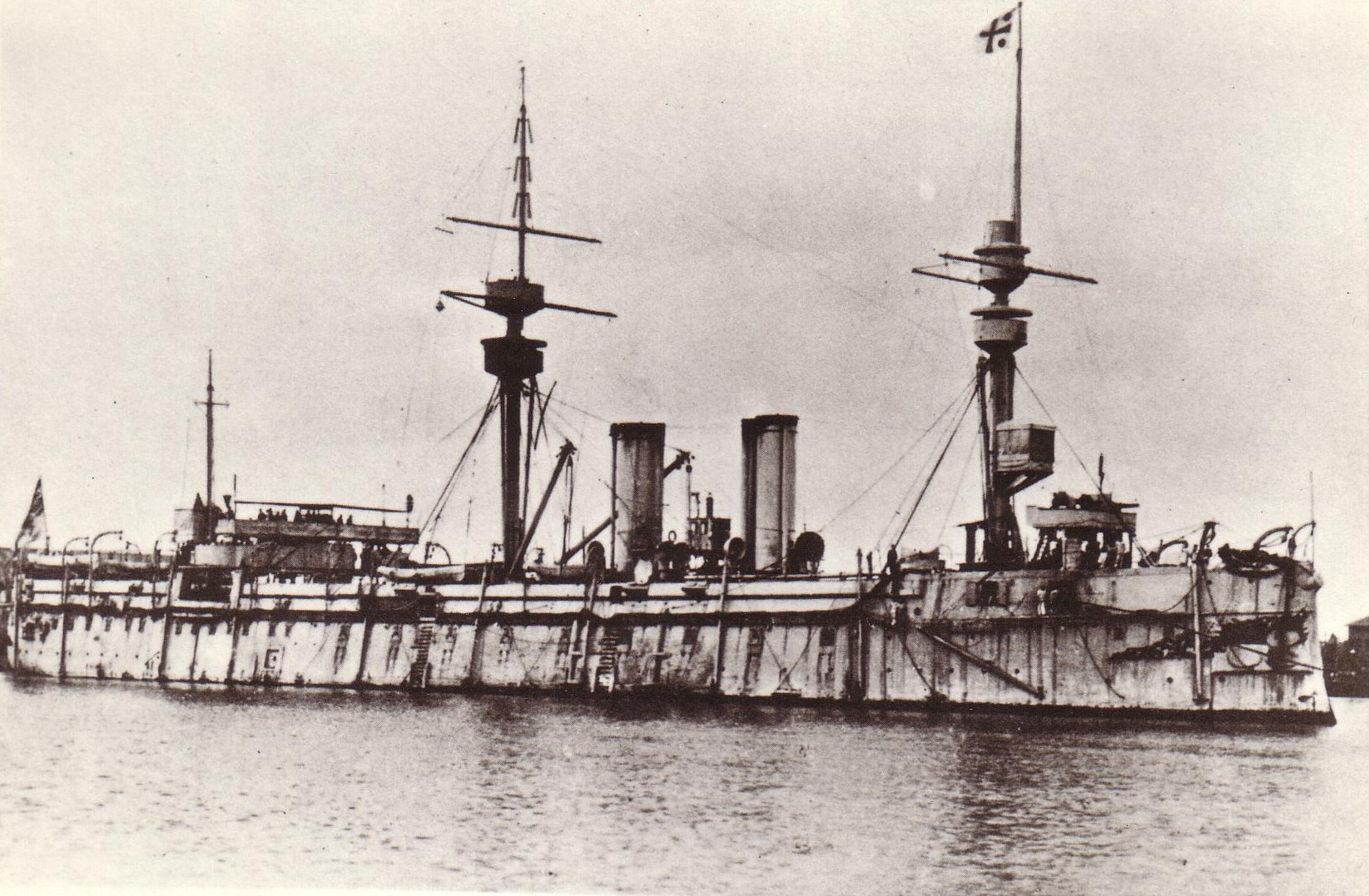
Panzerfregatte „König Wilhelm“ (1867) mit Beobachtungstürmen, auf denen Ausguck gegangen werden konnte

Als Ausguck bezeichnet man in der Schifffahrt zum einen das Beobachten der Umgebung des Schiffes auf Hinweise, die die Sicherheit des Schiffs oder anderer Fahrzeuge bzw. Menschen betreffen. Zum anderen wird auch die Person, die Ausguck geht, als Ausguck bezeichnet.
Ausguck wird schließlich auch ein erhöht gelegener Punkt auf Schiffen genannt, von dem aus Ausguck gegangen wird oder werden kann, etwa ein Krähennest.

## Aufgaben des Ausgucks
Der Ausguck hat sämtliche für die Sicherheit bedeutsamen Dinge oder Vorkommnisse in der Umgebung des Schiffes zu beobachten und seine Beobachtungen zu melden. Das betrifft beispielsweise andere Fahrzeuge, die auf Kollisionskurs sind (stehende Peilung) oder bei Kursänderung kommen könnten, oder Gegenstände mit Kollisionsrisiko (z. B. treibende Baumstämme oder Container, Treibeis), aber auch Notsignale anderer Schiffe, mögliche Sichtungen von Piraten oder feindlichen Kriegsschiffen (bzw. möglichen Beuteschiffen), mögliche Gefährdungen anderer durch das eigene Schiff (z. B. Beobachtung von Schwimmern im Wasser) usw. Auch Zeichen von Schlechtwetter, Nebelfelder usw. sollen in der Regel gemeldet werden. Je nach Auftrag kommen für die Navigation hilfreiche Beobachtungen hinzu, also etwa in Sicht kommende Seezeichen, Land usw. Auf (insbesondere Kriegs-)Schiffen, die feindliche Aktionen von anderen Schiffen oder Land befürchten, wird natürlich auch nach entsprechenden Hinweisen Ausguck gehalten; gegebenenfalls wird dazu der Ausguck verdoppelt oder vervielfacht und an verschiedenen Stellen des Schiffes (insbesondere vorn und achtern) und/oder in verschiedene Richtungen eingesetzt. Gemeldet werden selbstverständlich auch wichtige Beobachtungen auf dem Schiff selbst (Verschiebung der Ladung, Mann über Bord usw.), auch wenn sie nicht Aufgabe des Ausgucks in engerem Sinne sind.
Zur Verbesserung der Sicht werden häufig Ferngläser (seemännisch: „Kieker“) eingesetzt. Der Ausguck beschränkt sich aber nicht auf Beobachtungen, die die Sicht betreffen (d. h. Ausschau halten), sondern bezieht sich beispielsweise auch auf Hörbares (z. B. Nebelhörner, Heulbojen). Keine Aufgabe des Ausgucks ist hingegen die Hörwache, d. h. die Überwachung des Seefunkverkehrs am Funkgerät.
Wie eng oder weit die zu beobachtende Umgebung des Schiffes ist, hängt von den Umständen ab: In engen, belebten Gewässern oder bei geringen Geschwindigkeiten werden in der Regel nur Schiffe aus der näheren Umgebung gemeldet, da gar nicht abschätzbar ist, ob sich weiter entfernte Bewegungen zu einer Gefahr entwickeln werden; Ausnahmen können beispielsweise besonders große Schiffe sein, deren Fahrtrichtung bereits abzusehen ist und die später ein eventuelles Ausweichen erfordern. Auf hoher See oder bei hohen Geschwindigkeiten werden Beobachtungen in der Regel auf größere Entfernungen, bis hin zur Kimm („Horizont“), ausgedehnt.
Die Beobachtungen des Ausgucks werden in der Regel entweder direkt dem Wachführer gemeldet oder, bei größeren Entfernungen und/oder ohne Bordfunk, einer anderen Person mitgeteilt, die zum Wachführer geht und ihm Meldung erstattet (vgl.: „wahrschauen“). Dazu gibt der Ausguck auch die Position des beobachteten Fahrzeugs/Objekts relativ zum eigenen Schiff an und nach Möglichkeit auch schon dessen Bewegungsrichtung, Geschwindigkeit usw.

## Ausguck-Pflicht und Ausguck-Position
Auf Schiffen ist während der Fahrt rund um die Uhr ein Ausguck zu besetzen. Das ist nicht nur aus Sicherheitsgründen, sondern auch aus rechtlichen Gründen (Kollisionsverhütungsregeln, gilt insbesondere in internationalen Gewässern) gefordert. Hierdurch sollen Kollisionen und damit eine Havarie vermieden werden, die einen Verlust oder eine Beschädigung des Fahrzeuges zur Folge haben kann.
Ausguck kann im Prinzip von jedem Punkt des Schiffes aus gegangen werden, von dem aus die Umgebung des Schiffes beobachtet werden kann. In der Berufsschifffahrt wird je nach Anordnung entweder vorn auf dem Schiff (Back) oder auf der Brücke, auf großen Schiffen in der Regel seitlich auf der Brücke (Nock), Ausguck gegangen. Auf kleineren Segelschiffen wird oft ein Mitsegler in Lee gebeten, Ausguck zu gehen, weil auf dieser Seite die Segel dem Rudergänger und/oder Wachführer die Sicht verdecken. Auf älteren Schiffen stand der Ausguck im Krähennest, einem erhöhten Punkt am vorderen Mast, später – z. B. noch im Zweiten Weltkrieg – auf Beobachtungstürmen.
Ein erhöhter Standpunkt ist grundsätzlich vorteilhaft, um weiter entfernte Objekte früher über der Kimm zu sehen, oder auf modernen Frachtschiffen über die Ladung hinüberzuschauen. Die Höhe des Ausgucks entscheidet über die Sichtweite; bei einem Standort von 2 m über der Wasseroberfläche überschaut man einen Bereich von ca. 5 km, bei 10 m erweitert sich der Radius auf ca. 12 km, bei 15 m auf 15 km. Bei höherem Standort können nahe Objekte dann allerdings unter Umständen schlechter gesehen werden, wenn sie sich nicht mehr gegen den in der Regel helleren Himmel (ggf. auch: Sternenhimmel) abzeichnen.

## Ausguck in der modernen Schifffahrt
Durch moderne Technik hat die Bedeutung des Ausgucks zwar – insbesondere in der friedlichen Berufsschifffahrt – deutlich abgenommen, bleibt aber grundsätzlich bestehen. Eine noch größere Rolle spielt er weiterhin auf Kriegsschiffen – insbesondere in Kriegsgebieten oder bei militärischen Flottenmanövern – wie auch bei Piratengefahr, und, aufgrund grundsätzlich geringerer technischer Ausrüstung, auch in der Sportschifffahrt.
Zur Verringerung der Bedeutung des Ausgucks haben vor allem beigetragen:
- Mit Hilfe des Radars konnte man besonders bei schlechter Sicht Objekte schon bald viel besser sichten als mit den Augen des besten Ausgucks. Radargeräte erlauben außerdem auch das Orten (Feststellung von genauer Richtung und Entfernung) des Objekts und mit ARPA-Anlage sogar die Berechnung möglicher Kollisionen. Allerdings können auch Radarbilder irreführend sein, benötigen eine kurze Verzögerung usw., weshalb ein Radargerät allein kein Ersatz für den Ausguck ist.
- Das Automatische Identifikationssystem (AIS) erlaubt eine Erkennung der teilnehmenden Schiffe auf einer elektronischen Seekarte, einschließlich der Identifizierung des Schiffes, Angabe seiner Geschwindigkeit, seines Kurses usw. Allerdings nehmen viele kleinere Schiffe – insbesondere Sportfahrzeuge – nicht am AIS teil, auch benötigt selbst das AIS noch eine kleine Verzögerung.

Gemäß den Kollisionsverhütungsregeln ist der Ausguck bis zum heutigen Tag rund um die Uhr vorgeschrieben. Das gilt auch auf hoher See, selbst wenn die Pflicht hier auch immer wieder vernachlässigt wird, sowohl von der Berufsschifffahrt als auch von Yachten (z. B. unmöglich für Einhandsegler). Insbesondere auf engen, viel befahrenen Gewässern (z. B. Elbe) bleibt aber der Ausguck auch für die Berufsschifffahrt ein wichtiges Mittel zur Kollisionsverhütung.